# На Мециллу
«На Мециллу» — условное название стихотворения римского поэта Гая Валерия Катулла, включённого в состав посмертного сборника («Книги Катулла Веронского») под номером 113. Автор здесь обращается к своему другу Гаю Гельвию Цинне, рассказывая, что у некой Мециллы за 15 лет между двумя консульствами Гнея Помпея Великого (70—55 годы до н. э.) число любовников выросло в тысячу раз.
Согласно одному из предположений, Мецилла — это Муция Терция, жена Помпея, в числе любовников которой был и Гай Юлий Цезарь.